# Assedio di Kiso Fukushima
L'assedio di Kiso-Fukushima fu svolto dagli uomini di Takeda Shingen per conquistare il castello di Fukushima, nella valle del fiume Kiso nello Shinano. Fu una delle innumerevoli battaglie durante la conquista dello Shinano da parte di Shingen.
Kiso Yoshiyasu, comandante delle forze assediate, si arrese dopo che la guarnigione restò senza cibo ed acqua, come risultato del blocco dei rifornimenti da parte di Shingen.